# مارينيت يتنا
مارينيت يتنا (1965 - 24 مايو 2021) سياسية من الكاميرون شغل منصب نائب في البرلمان الكاميروني.